# كأس هولندا 1977–78
كأس هولندا 1977–78 (بالهولندية: KNVB beker 1977/78)‏ هو الموسم 60 من كأس هولندا. أشرف على تنظيمه الاتحاد الملكي الهولندي لكرة القدم، وكان عدد الأندية المشاركة فيه 46، وفاز فيه إي زد ألكمار.